# Bernard G. Harvey
Bernard George Harvey (n. 5 octombrie 1919, Anglia, Regatul Unit al Marii Britanii și Irlandei – d. 29 noiembrie 2016, Berkeley, California, SUA) a fost un chimist britanico–american specializat în chimie nucleară. 
Harvey a studiat la Oxford. Între 1946 și 1953 a lucrat în chimia plutoniului la Chalk River Laboratories în Canada, apoi a devenit asociat al lui Glenn T. Seaborg la Berkeley.  În timpul activității sale la Laboratorul Național Lawrence Berkeley, a contribuit la descoperirea emementelor mendeleviu (în 1955, alături de Stanley G. Thompson, Seaborg, Albert Ghiorso și Gregory Choppin), einsteiniu și fermiu (în 1952, împreună cu Thompson, Ghiorso, Choppin).  El a rămas la Berkeley, unde a devenit director al ciclotronului și director asociat al fizicii nucleare.
În 1961 a devenit Guggenheim Fellow și membru al American Physical Society în 1966.   

## Lucrări reprezentative
- Introducere în Fizica și Chimia Nucleară , Prentice-Hall 1962.
- Identificarea particulelor nucleare (împreună cu F.S. Goulding), Annual Review of Nuclear Science, vol. 25, 1975, pp. 167-240.